# Hydriomena simeon
Hydriomena simeon là một loài bướm đêm trong họ Geometridae.